# Leon MacDonald
Pas d'image ? Cliquez ici

a Compétitions nationales et continentales officielles uniquement.

b Matchs officiels uniquement.
Dernière mise à jour le 3 février 2016.
Leon MacDonald, né le 21 décembre 1977 à Blenheim, est un ancien joueur de rugby à XV néo-zélandais qui a joué 56 fois pour les All Blacks de 2000 à 2008. Il évoluait aux postes d'arrière, de centre ou de demi d'ouverture. Il mesure 1,81 m et 90 kg.

## Carrière

### Joueur

#### En club
Il a fait ses débuts à haut niveau avec les Canterbury Crusaders, il avait 19 ans.
Après avoir joué en 2004 au Japon, il a fait son retour dans le Super 12 avec les Crusaders. Il y jouera jusqu'en 2008.
Après un passage dans en Top League (championnat japonais) avec l'équipe des Kintetsu Liners en 2009-2010, il prend sa retraite de joueur.

#### En équipe nationale
McDonald a eu sa première cape avec les Blacks en juin 2000 à l’occasion d’un match contre l'Écosse. C’est un excellent buteur, il a déjà réussi 16 transformations de suite, et 20 transformations en coupe du monde de rugby (seulement cinq joueurs ont fait mieux).
Il est l’auteur de cinq essais en cinq tests matchs en 2002 et de quatre essais pendant la coupe du monde 2003.
Avec les Kiwis, il dispute successivement deux Coupe du monde en 2003 puis en 2007. Il participe à huit éditions du Tri-nations en 2000, 2001, 2002, 2003, 2005 2006, 2007 et 2008.

### Entraîneur
A la fin de sa carrière de joueur, il devient entraineur adjoint de la province de Tasman en ITM Cup.
En 2017, il rejoint Scott Roberston chez les Crusaders en tant qu'entraîneur des arrières. L'équipe remporte le Super Rugby cette année là.
Il est nommé entraîneur en chef des Blues à partir de la saison 2019, remplaçant Tana Umaga qui devient son adjoint chargé de la défense.
Il rejoint du staff du nouveau sélectionneur des All Blacks Scott Roberston après la coupe du monde 2023 en tant qu'adjoint chargé de l'attaque.

## Statistiques

### En équipe nationale
De 2000 à 2008, Leon MacDonald compte 56 sélections avec les All-Blacks, inscrivant 141 points. Avec les Kiwis, il dispute deux Coupe du monde en 2003 et 2007. Il participe à huit éditions du Tri-nations en 2000, 2001, 2002, 2003, 2005, 2006, 2007 et 2008.

## Palmarès

### En club et province
- 99 matchs avec les Crusaders
- Nombre de matchs avec les provinces : 66
- Nombre de matchs de Super 12/14 : 104 avec Crusaders et Chiefs
- Nombre d'essais dans le Super 12/14 : 36
- Nombre de points marqués dans le Super 12 : 291
- 7 finales de Super 12/14 : 1999, 2000, 2002, 2003, 2005, 2006, 2008

### En équipe nationale

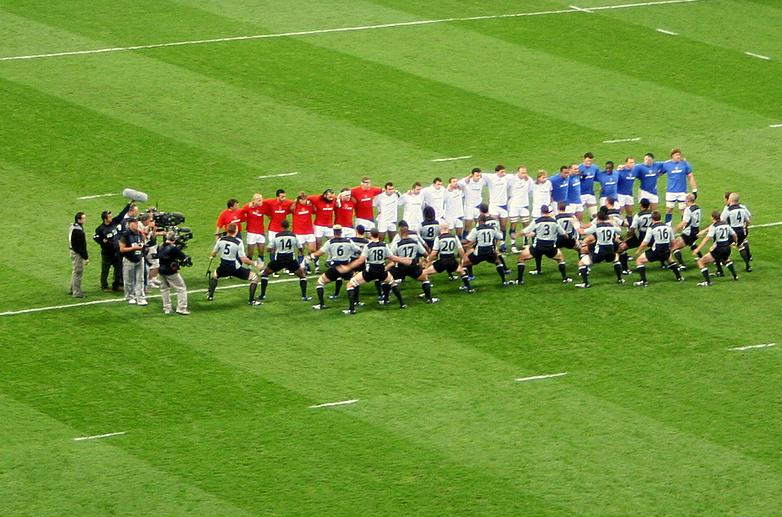
Quart-de-finale France - All Blacks en 2007.

- Nombre de tests avec les Blacks :  56
  - Première cape : 24 juin 2000
  - Dernière cape : 12 juillet 2008
- Points marqués : 141 (14 essais, 6 pénalités, 25 transformations)
- Nombre de matchs avec les Māori de Nouvelle-Zélande : 3
- Vainqueur du Tri-nations en 2002, 2003, 2005, 2006, 2007 et 2008.